# 嘉義農業試驗分所辦公室

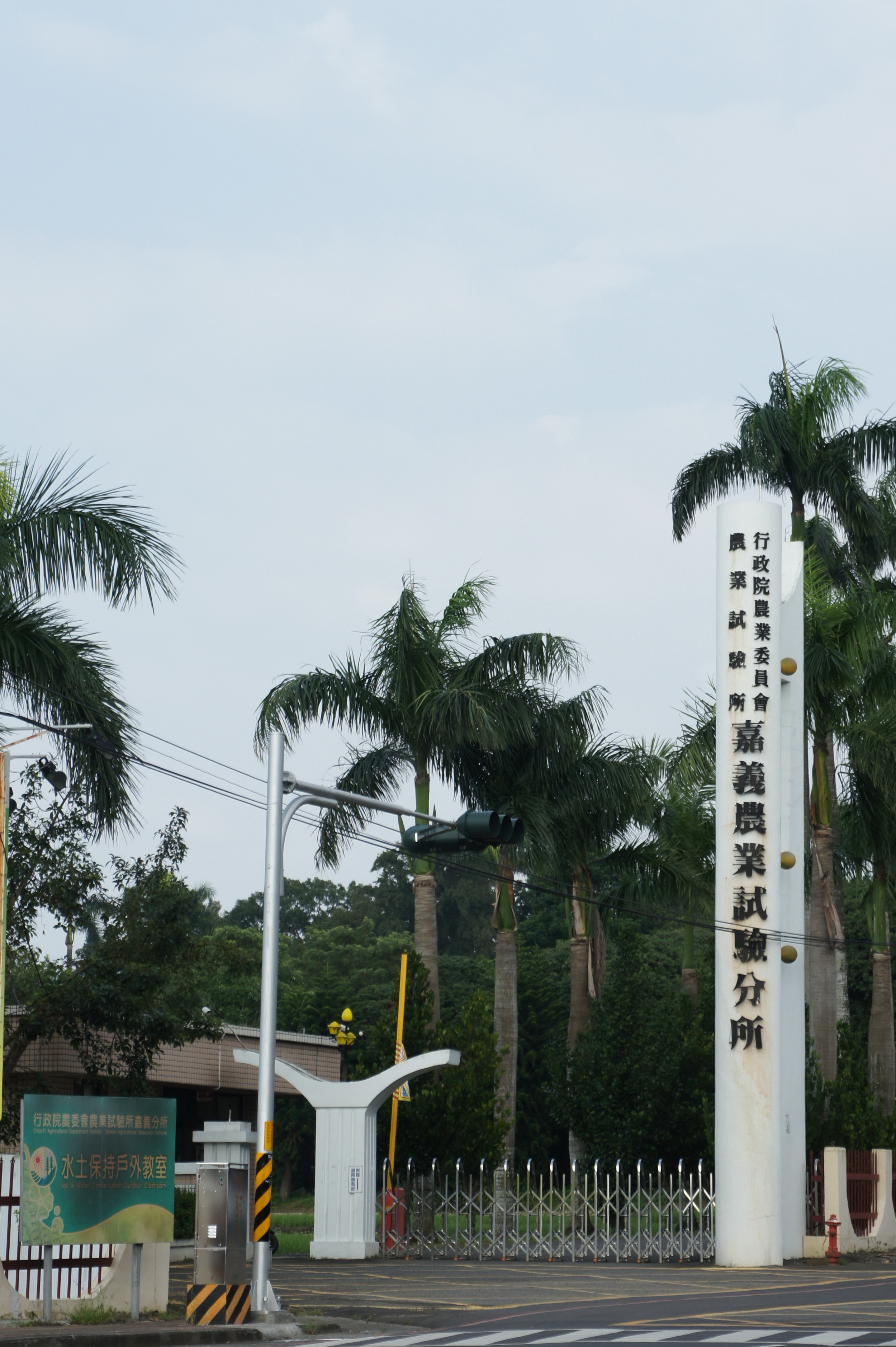
嘉義農業試驗分所位於嘉義市民權路二號的大門

嘉義農業試驗分所辦公室為臺灣嘉義市之歷史建築，公告於民國九十一年（2002年）8月6日，是日治時期中央研究所嘉義農事試驗支所的第二代廳舍，現在作為農業部農業試驗所嘉義農業試驗分所水土保持教室。

## 沿革
嘉義農業試驗分所的歷史可追溯到日治時期大正七年（1918年）7月在今嘉義市所設的臺灣總督府農業試驗場嘉義支場與殖產局園藝試驗場支場，兩機構在1921年8月，隨著中央研究所的成立而合併成中央研究所「嘉義農事試驗支所」，其土地南側為林業試驗所中埔支所嘉義試驗地（今嘉義植物園）。1939年4月，改隸為臺灣總督府農業試驗所「嘉義農業試驗支所」。
二戰後，嘉義農業試驗支所改組為臺灣省行政長官公署的臺灣省農業試驗所嘉義農業試驗支所，1947年5月時改隸於臺灣省政府農林廳，支所也改稱為分所。在1999年7月1日精省，機構改隸為行政院農業委員會；2023年8月1日，農委會改組後改隸為農業部轄。至於被指定為文化資產的第二代廳舍則是落成於昭和十年（1935年）7月20日。

## 建築
其第一代廳舍建於大正八年（1919年），第二代廳舍興建於1934年10月，1935年7月完工，由臺灣總督府總督官房營繕課設計，為兩層樓的鋼筋混凝土建築。後來因為1964年的地震而毀壞，重建後保有原本迴廊形式。其一樓樓板面積166坪，二樓則是室內125坪再加上41坪的露臺。其粗面單色的牆壁、赤褐色屋頂與單邊弧形拱廊呈現出西班牙殖民地式樣。而在被指定為歷史建築的第二代廳舍與第一代廳舍間架有7公尺的路橋相連著。，現為水土保持視聽教室；至於被指定為文化資產的第二代廳舍則是落成於昭和十年（1935年）7月20日。